# Josef Picker
Josef Picker (* 12. Februar 1895 in Füchtorf; † 22. Dezember 1984 in Delbrück) war ein deutscher Bildhauer und Steinmetz.

## Leben
Er wurde 1895 als drittes von elf Kindern in Füchtorf als Sohn eines Bauern geboren. Sein Talent wurde von dem Dorfschullehrer entdeckt, der den Eltern 1909 zu einem künstlerischen Beruf riet. Am 4. Oktober 1912 zog er nach Kevelaer, wo er eine Ausbildung bei dem Bildhauer Jacob Holtmann, der der Künstlergemeinschaft um Friedrich Stummel angehörte, in „figürlicher Kunst“ und Ornamentik in Holz und in Stein erhielt. Bei seinem Gesellenschlag trat er in einen katholischen Gesellenverein ein und musste sofort in den Ersten Weltkrieg. Am 12. Juni 1915 wurde er zum 2. Elsässischen Pionierbataillon 19 eingezogen, zu einer Zeit als das Bataillon in der Lorettoschlacht lag. Er erlitt eine schwere Gasvergiftung. Ein Erlebnis, das prägend für seine spätere künstlerische Ausrichtung gewesen sein soll. Er gelobte, dass wenn er den Krieg überlebe, er sich der Schaffung religiöser Werke widmen werde. Mit Ende des Ersten Weltkriegs ließ er sich zunächst zu Hause in Füchtorf als freischaffender Künstler nieder. Am 26. Mai 1924 begab er sich zum Abschluss seiner Ausbildung auf einjährige Wanderschaft. Sein Weg führte ihn zu folgenden Stationen: Kassel, Nürnberg, Regensburg. – Dort studierte er beim Porträtisten Professor Maximilian Roider. – Dann weiter nach München, Neheim, Siegen; in der Nacht vom 16. auf den 17. Mai 1925 legte er in Köln eine letzte Übernachtung vor seiner Heimkehr ein. Alle Nächte schlief er in den Häusern der katholischen Gesellenvereine der Kolpingsfamilie. Am 12. Juli 1925, also zwei Monate nach seiner Wanderschaft, begab Josef Picker sich auf eine Wallfahrt nach Rom. Einen großen Teil der ca. 1500 km weiten Strecke legte er zu Fuß zurück. Er übernachtete in Siegen, Stuttgart, Kempten, Füssen, Reutte, Innsbruck, Brixen, am Gardasee, Verona, Padua, Venedig, Assisi. Am 10. August 1925, nach 28 Tagen, traf er in Rom ein, wo er im Jubeljahr mit dem Besuch der Pilgerkirchen seine Wallfahrt abschloss, und die klassischen Meisterwerke der Renaissance studierte. Auf dem Rückweg übernachtete er in Kempten, Ulm, Heidelberg, Koblenz, Köln und Münster. 
Im Zweiten Weltkrieg diente er beim Luftschutz in Münster und musste u. a. die Toten und Verletzten von den Schlachtfeldern und aus der Trümmerstadt bergen. Vor und nach dem Zweiten Weltkrieg wirkte er als Student und Assistent von Professor Franz Guntermann in Münster. Er arbeitete in der Bildhauer-Fachklasse, die als Werkschule Münster nach dem Krieg ins Leben gerufen wurde und von 1947 bis 1956 als Werkkunstschule Münster bekannt wurde und schließlich in den Fachbereich Design der Fachhochschule Münster aufging. Im Auftrag von Prof. Guntermann führte er dabei zahlreiche Arbeiten durch, so z. B. das Gnadenbild von Vinnenberg. Am 1. Oktober 1948 erfolgte von Guntermann die Bescheinigung seiner künstlerischen Reife, wodurch Picker vom handwerklicher Bildhauer zum akademisch-künstlerischen Bildhauer wurde. Von 1947 bis 1952 verlegte er sein Atelier auf das Anwesen seines Bruders August nach Freckenhorst. Am 19. November 1951 trat er der Deutschen Gesellschaft für christliche Kunst in München bei. Am 21. Februar 1952 heiratete Josef Picker mit 58 Jahren Änne Lipsmeier (27. Februar 1902 – 8. Januar 1985), die Witwe des Bildhauers Martin Lipsmeier in der Gnadenkapelle zu Telgte und ließ er sich in Delbrück als freischaffender Künstler nieder. Seine letzte Ruhe fand der Künstler im Geburtsort seiner Frau auf dem neuen Friedhof in Lichtenau. Das Grabmal hat er selbst geschaffen; es soll Jahre zuvor in seinem Garten in Delbrück gestanden haben.

## Das Werk

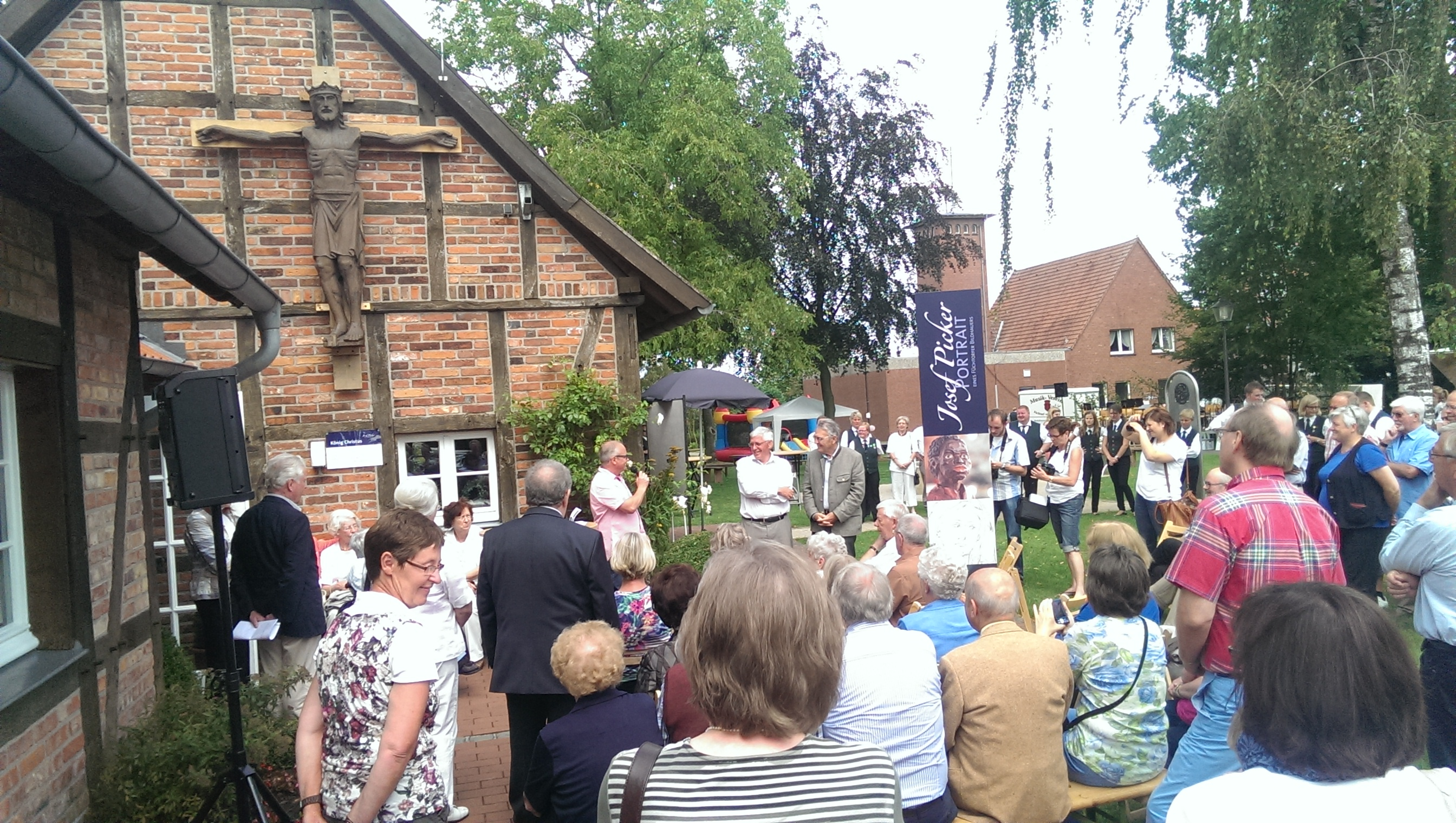
Eröffnung der Ausstellung zu Leben, Werken und Schaffen Josef Pickers am 10. August 2014 in Füchtorf. Am Giebel des Heimathauses befindet sich die Figur des "König Christus", die er um 1925 schuf.

1925 hat er das überlebensgroße Eichenkreuz der „König Christus“ Figur geschaffen, das auf dem Friedhof in Füchtorf seinen Platz bekam und dort verblieb, ehe es in den 50er Jahren einem Sturm zum Opfer fiel. Der Zweite Weltkrieg unterbrach erneut seine künstlerische Arbeit. 1946 schuf er sein bedeutendstes Kunstwerk, das neue Gnadenbild für das Kloster Vinnenberg, das 1952 nach einer Petition von Bischof Michael Keller vom Vatikan als offizielles Gnadenbild anerkannt wurde. Jahrelang glaubte man, dass Prof. Guntermann das Gnadenbild geschaffen hatte. Erst zu seinem 85. Geburtstag 1980 offenbarte Picker seine Urheberschaft, die er durch das Gipsmodell auch nachweisen konnte.

„Die 1950er waren für ihn die glücklichsten, produktivsten und vielfältigsten Jahre seines Lebens.“

  Zu den Werken dieser Zeit gehören die Wegekreuze bei Niehues in Füchtorf, bei August Tepe in Subbern, bei Otte in Füchtorf, das Milter Kreuz, das Altarkreuz im alten Kreiskrankenhaus zu Warendorf. Aus Baumberger Kalksandstein entstand die Darstellung „Christus als Herrscher“ bei Möllmann-Rüschenschulte. Die Darstellung an der zweiflügeligen Klosterpforte der Abtei Gerleve bei Coesfeld. Der eine zeigt die Vertreibung der Mönche, die andere die Rückkehr der Mönche. In Freckenhorst in der Kriegergedächtniskapelle der Stiftskirche schuf er das Relief von Judas Thaddäus. Für die Franziskaner-Kirche St. Elisabeth in Hagen schuf er eine Krippe mit Figuren, fast einen Meter hoch und mit beweglichen Gelenken. 1951 schnitzte er einen Christus für die Gedächtniskapelle in Warendorf, welche ihren Platz im Turm neben der Marienkirche erhalten hat.
Da Picker kein Werkverzeichnis geführt oder hinterlassen hat, kann die Frage nach dem Umfang seines Œuvres nicht beantwortet werden. Es dürften mehrere Hundert gewesen sein. Viele Werke sind Missionaren übergeben worden, deren Weg kaum zu verfolgen ist. Durch Wegebilder und Hofkreuze wurde er in Westfalen und darüber hinaus bekannt. An seinen Geburtsort in Füchtorf wurde in einer Ausstellung im August 2014 geehrt, die von Heinrich Ostholt und Gerhard Lohmeier organisiert wurde.

### Werke

#### Füchtorf
- Hofkreuz bei Niehues
- Bildstock bei Horstmann
- Wegekreuz bei Otte
- Wegekreuz bei Oertker
- Pantokratordarstellung aus Baumberger Kalksandstein in der Kapelle bei Möllmann-Rüschenschulte
- Wegkreuz auf der Milter-Straße bei Hüchtker
- Christkönigkreuz

#### Kreis Warendorf
- Marienbild Vohren
- Beim Bauern Schulte Wien
- In der Gedächtniskapelle St Marien in Warendorf
- Giebelfigur (Memento vom 12. Februar 2013 im Webarchiv archive.today) auf: archive.is
- Vinnenberger Gnadenbild
- Hofkreuz Wöstmann

#### Kreis Coesfeld
- Klosterpforte (Gerleve)

#### Kreis Paderborn
- Lichtenauer Weihnachtskrippe in St. Kilian (Lichtenau)